# 小山二三夫
小山 二三夫（こやま ふみお、1957年5月16日 - ） は、日本の電子工学者。東京工業大学教授。世界で初めて面発光レーザ室温連続動作を実現するなどした。

## 人物・経歴
1980年東京工業大学工学部電子物理工学科卒業。末松安晴研究室出身。1982年東京工業大学大学院理工学研究科修士課程修了。1985年東京工業大学大学院理工学研究科博士課程修了、工学博士。同年東京工業大学精密工学研究所助手。伊賀健一研究室配属。伊賀健一が発明した面発光レーザの、世界初の室温連続動作を実現するなどした。
1988年東京工業大学精密工学研究所助教授。2000年東京工業大学精密工学研究所教授。2011年電子情報通信学会エレクトロニクスソサイエティ会長。2016年東京工業大学未来産業技術研究所所長。2018年東京工業大学科学技術創生研究院長。2023年東京工業大学名誉教授、東京工業大学特任教授・面発光レーザフォトニクス研究ユニット長。2019年には日本人として3人目となるアメリカ光学会ホロニアック賞を受賞。

## 受賞
- 1985年 IEE Electronics Letters Premium Award[2]
- 1985年 IEEE Best Student Paper Award[2]
- 1988年 IEE Electronics Letters Premium Award[2]
- 1998年 丸文学術賞[2]
- 2004年 市村学術賞功績賞[2]
- 2006年 電子情報通信学会エレクトロニクスソサエティ賞[2]
- 2007年 文部科学大臣表彰科学技術賞[2]
- 2008年 IEEE William Streifer Scientific Achievement Award[2]
- 2008年 IEEEフェロー[1]
- 2008年 応用物理学会フェロー[1]
- 2009年 電子情報通信学会フェロー[1]
- 2011年 Microoptics Award[1]
- 2012年 応用物理学会光・電子集積技術業績賞[2]
- 2015年 東京都功労者技術振興功労表彰[2]
- 2016年 市村産業功績賞[2]
- 2017年 櫻井健二郎氏記念賞[2]
- 2019年 大川賞[2]
- 2019年 Nick Holonyak, Jr. Award[5]
- 2019年 電子情報通信学会業績賞
- 2020年 アメリカ光学会フェロー[5]
- 2021年 IEICE ELEX Best Paper Award
- 2024年 ヒロセ賞
- 2024年 IEEE Nick Holonyak, Jr. Medal for Semiconductor Optoelectronic Technologies
- 2024年 電子情報通信学会功績賞